# جون هولدين
جون بوردون ساندرسون هولدين (5 نوفمبر، 1892 - 1 ديسمبر 1964) وُلد بريطانياً، كان عالم وراثة وعالم أحياء تطوري، عامةً ينسب إليه الفضل بدور كبير في تطوير الفكر الدارويني الجديد. وقد كان أيضاً أحد المؤسسين (مع رونالد فيشر وسيوال رايت) للوراثيات السكانية.
قدّم هولدين «نظرية الحساء البدائي» في مقاله حول التولد التلقائي في عام 1929، وأصبحت الأساس لبناء نماذج فيزيائية للأصل الكيميائي للحياة. أنشأ هولدين خرائطًا جينيةً بشريةً للهيموفيليا وعمى الألوان على الكروموسوم الجنسي إكس، ووضع مبدأ هولدين بشأن العقم في الجنس متباين المشيج للهجائن في الأنواع. اقترح بشكل صحيح أنّ داء الخلايا المنجلية يوفّر مناعة ضد الملاريا نوعًا ما، وكان أول من اقترح الفكرة المركزية للتلقيح الصناعي خارج الجسم، وأول من اقترح مفهوم اقتصاد الهيدروجين، والتنظيم العابر والمقرون، تفاعل الازدواج، التنافر الجزيئي، الداروين (كوحدة للتطور)، والاستنساخ العضوي. وضع في عام 1957معضلة هولدين، وهو الحد من سرعة التطور المفيد الذي ثبت لاحقًا أنّه غير صحيح. تبرّع هولدين بجسده للدراسات الطبية، لأنّه أراد أن يكون مفيدًا حتى في موته. ويُنسَب إليه أيضًا صياغته مصطلحات «مستنسخ» و «استنساخ» في علم الأحياء البشري، و«الإيكتوجنسيس» بمعنى التخلق خارج البيئة الطبيعية الأساسية للكائن.
أظهرت ورقة هولدين الأولى في عام 1915 وجود ترابط وراثي بين الثدييات. شكّلت الأعمال اللاحقة توحيدًا لعلم الوراثة المندلية والتطور الدارويني عن طريق الاصطفاء الطبيعي، عبر إرساء الأساس للتركيب التطوري الحديث، وهذا ما ساعد في إنشاء الوراثيات السكانية.
كان هولدين إنسانيًا ملحدًا واشتراكيًا ماركسيًا بارزًا، دفعته معارضته السياسية إلى مغادرة إنجلترا في عام 1956، للعيش في الهند، ليصبح مواطنًا هنديًا مجنّسًا عام 1961.
أشاد السير آرثر كلارك به قائلًا بأنّه: «ربما أذكى الشخصيات المبسطة للعلوم في جيله». ودعاه بيتر مدور الحائز على جائزة نوبل بكونه: «أذكى رجل عرفته على الإطلاق». ووفقًا لثيودوسيوس دوبجانسكي: «دائمًا ما اعتُبِرَ هولدين حالةً استثنائية»، ووصفه مايكل وايت بكونه: «عالم الأحياء الأكثر حماسةً في جيله، وربما في القرن.»

## التعليم والمسيرة المهنية
بدأ هولدين تعليمه الرسمي عام 1897 في مدرسة أكسفورد الإعدادية (الآن مدرسة دراغون)، وحصل على أول منحة في عام 1904 إلى إيتون. التحق بإيتون في عام 1905، حيث تعرّض لسوء المعاملة الشديدة من الطلاب الكبار بسبب ادّعائهم المزعوم أنه متعجرفًا، وأدّى عدم مبالاة السلطة تجاه الأمر إلى كراهيته الدائمة لنظام التعليم الإنجليزي. مع ذلك، لم تمنعه المحنة من أن يصبح كابتن المدرسة. درس الرياضيات والكلاسيكيات في الكلية الجديدة بجامعة أكسفورد، وحصل على مرتبة الشرف الأولى في اختبارات التعديل الرياضية في عام 1912، وتكريم من الدرجة الأولى في الأدب الكلاسيكي في عام 1914. أصبح منهمكًا في علم الوراثة، وقدّم ورقة عن الارتباط الجيني في الفقاريات في صيف عام 1912. نُشرت أول ورقة اختصاصية له في نفس العام كمؤلف مشارك إلى جانب والده، وهي مقالة طويلة مؤلفة من 30 صفحة حول وظيفة الهيموغلوبين.
توقف تعليمه بسبب الحرب العالمية الأولى التي قاتل خلالها في الجيش البريطاني كملازم ثان مؤقت.
كان زميلًا في الكلية الجديدة في أكسفورد بين عامي 1919 و1922، حيث بحث في علم وظائف الأعضاء والوراثة. ثم انتقل إلى جامعة كامبريدج، حيث قبل منصب القارئية في الكيمياء الحيوية، ودرّس حتى عام 1932. كان رئيسًا للبحوث الوراثية في معهد جون إنيس البستني من عام 1927- 1937. عمل هولدين على الإنزيمات وعلم الوراثة وخاصةً الجانب الرياضي في علم الوراثة خلال السنوات التسع التي قضاها في كامبريدج. كان بمنصب أستاذ فوليري في علم وظائف الأعضاء في المعهد الملكي من عام 1930 إلى عام 1932، وفي عام 1933 أصبح أستاذًا كاملًا في علم الوراثة في كلية لندن الجامعية، حيث قضى معظم حياته المهنية الأكاديمية. بعد أربع سنوات أصبح أول من يحمل أستاذية ويلدون في الإحصاء الحيوي في كلية لندن الجامعية.

## الإنجازات الأكاديمية
كانت أولى منشورات هولدين -على خطى والده- حول آلية التبادل الغازي للهيموغلوبين. عمل بعد ذلك على الخواص الكيميائية للدم كمنظم لدرجة الحموضة،  حيث قام باستقصاء وظائف الكلى وآلياتها الإطراحية.

### الحركيات الإنزيمية
استخلص هولدين مع جورج إدوارد بريجز في عام 1925 تفسيرًا جديدًا لقانون حركية الإنزيمات الذي وصفه فيكتور هنري في عام 1903، وهو يختلف عن حركية ميكايليس ومينتين عام 1913. افترض ليونور ميكايليس ومود مينتين أنّ الإنزيم (المحفز) والركيزة (المادة المتفاعلة) يكونان في حالة توازن سريع مع مركبهما، الذي ينفصل بعد ذلك ليعطي المنتج والإنزيم الحر. امتلكت حركية بريجز-هولدين نفس الشكل الجبري، لكن اشتقاقهم يختلف. تستخدم معظم النماذج الحالية اشتقاق بريجز- هولدين عمومًا.

### الارتباط الجيني
بدأ هولدين مع شقيقته نعومي ميتشيسون التحقيق في علم الوراثة المندلية في عام 1908، حيث استخدموا في ذلك قوارض الكابياء الخنزيرية والفئران، نُشِرَت الدراسة في عام 1915، وشكّلت أول إثبات للارتباط الجيني في الثدييات، وبسبب نشر الورقة العلمية أثناء خدمة هولدين في الحرب العالمية الأولى، وصفها جيمس ف. كرو كـ «أهم مقالة علمية كُتِبَت على الإطلاق في صفوف المواجهة الأمامية.» كان أول من أظهر الارتباط في الدجاج في عام 1921، و (مع جوليا بيل) في البشر في عام 1937.

### مبدأ هولدين
يُوجَز مبدأ هولدين في مقاله «أنسب الأحجام في الكائن الحي»، الذي ينص على أنّ الحجم في كثير من الأحيان يُحدِّد المعدات الجسدية التي يجب أن يمتلكها الحيوان: «الحشرات، كونها صغيرة جدًا، لا تملك مجاري دموية حاملة للأكسجين؛ يمكن امتصاص كمية الأكسجين القليلة التي تتطلبها خلاياها عن طريق الانتشار البسيط للهواء عبر أجسامهم. بينما يجب أن تملك الحيوانات الأضخم أنظمة ضخ وتوزيع أوكسجين معقدة للوصول إلى جميع الخلايا». كانت الاستعارة المفاهيمية للقياس المقارن الحيواني مفيدة في اقتصاديات الطاقة وأفكار الانسحاب.

## روابط خارجية
- جون هولدين على موقع الموسوعة البريطانية (الإنجليزية)
- جون هولدين على موقع إن إن دي بي (الإنجليزية)